# NorthEast United Football Club 2015
Questa voce raccoglie le informazioni riguardanti il NorthEast United nelle competizioni ufficiali della stagione 2015.

## Maglie e sponsor
Il fornitore tecnico per questa stagione è Performax, mentre lo sponsor ufficiale è HTC.
| Casa | Trasferta |

## Rosa
| N. |                       | Ruolo | Calciatore          |
| -- | --------------------- | ----- | ------------------- |
| 1  | Francia (bandiera)    | P     | Gennaro Bracigliano |
| 2  | India (bandiera)      | D     | Aiborlang Khongjee  |
| 3  | India (bandiera)      | C     | Marlangki Suting    |
| 4  | India (bandiera)      | D     | Zohmingliana Ralte  |
| 5  | Francia (bandiera)    | D     | Cédric Hengbart     |
| 6  | India (bandiera)      | D     | Yumnam Raju         |
| 7  | India (bandiera)      | C     | Sanju Pradhan       |
| 8  | Spagna (bandiera)     | C     | Bruno               |
| 9  | India (bandiera)      | A     | Holicharan Narzary  |
| 10 | Portogallo (bandiera) | C     | Silas               |
| 11 | India (bandiera)      | C     | Seityasen Singh     |
| 12 | India (bandiera)      | D     | Reagan Singh        |
| 13 | India (bandiera)      | P     | Rehenesh TP         |
| 14 | India (bandiera)      | C     | Boithang Haokip     |

| N. |                           | Ruolo | Calciatore          |
| -- | ------------------------- | ----- | ------------------- |
| 15 | Portogallo (bandiera)     | D     | Miguel Garcia       |
| 17 | India (bandiera)          | C     | Alen Deory          |
| 18 | Zambia (bandiera)         | C     | Kondwani Mtonga     |
| 19 | Argentina (bandiera)      | A     | Nicolás Vélez       |
| 20 | Portogallo (bandiera)     | C     | Simão Sabrosa       |
| 21 | India (bandiera)          | D     | Robin Gurung        |
| 22 | India (bandiera)          | C     | Siam Hanghal        |
| 23 | Ghana (bandiera)          | A     | Francis Dadzie      |
| 27 | Costa d'Avorio (bandiera) | A     | Boubacar Sanogo     |
| 28 | India (bandiera)          | P     | Lalthuammawia Ralte |
| 38 | Camerun (bandiera)        | D     | André Bikey         |
| 39 | Senegal (bandiera)        | A     | Diomansy Kamara     |
| 44 | Argentina (bandiera)      | D     | Javier López        |
| 77 | Senegal (bandiera)        | A     | Victor Mendy        |

## Calciomercato
| Acquisti | Acquisti            | Acquisti        | Acquisti   |
| R.       | Nome                | da              | Modalità   |
| -------- | ------------------- | --------------- | ---------- |
| P        | Gennaro Bracigliano | Chennaiyin      | svincolato |
| P        | Rehenesh TP         | Shillong Lajong | prestito   |
| P        | Lalthuammawia Ralte | Bengaluru       | prestito   |
| D        | Aiborlang Khongjee  | Shillong Lajong | prestito   |
| D        | Marlangki Suting    | Royal Wahingdoh | prestito   |
| D        | Zohmingliana Ralte  | Pune            | prestito   |
| D        | Cédric Hengbart     | Ajaccio         | definitivo |
| D        | Yumnam Raju         | Pune            | prestito   |
| D        | Reagan Singh        | Royal Wahingdoh | prestito   |
| D        | Miguel Garcia       | Goa             | definitivo |
| D        | Robin Gurung        | Shillong Lajong | prestito   |
| C        | Sanju Pradhan       | Salgaocar       | prestito   |
| C        | Bruno Herrero Arias | Delhi Dynamos   | definitivo |
| C        | Silas               | Atlético CP     | definitivo |
| C        | Seityasen Singh     | Royal Wahingdoh | prestito   |
| C        | Boithang Haokip     | Shillong Lajong | prestito   |
| C        | Alen Deory          | Shillong Lajong | prestito   |
| C        | Kondwani Mtonga     | ZESCO Utd       | prestito   |
| C        | Simao               | Espanyol        | svincolato |
| C        | Siam Hanghal        | Bengaluru       | prestito   |
| A        | Holicharan Narzary  | Dempo           | prestito   |
| A        | Nicolás Vélez       | Warriors        | definitivo |
| A        | Francis Dadzie      | Bechem Utd      | definitivo |
| A        | Boubacar Sanogo     | Fujairah        | definitivo |
| A        | Diomansy Kamara     | Catanzaro       | definitivo |

| Cessioni | Cessioni        | Cessioni | Cessioni   |
| R.       | Nome            | a        | Modalità   |
| -------- | --------------- | -------- | ---------- |
| P        | Tony Warner     |          | ritirato   |
| A        | Boubacar Sanogo |          | svincolato |

### A stagione in corso
| Acquisti | Acquisti     | Acquisti          | Acquisti   |
| R.       | Nome         | da                | Modalità   |
| -------- | ------------ | ----------------- | ---------- |
| D        | Javier López | Deportivo Táchira | definitivo |
| D        | André Bikey  | Charlton          | svincolato |
| A        | Victor Mendy | Qəbələ            | svincolato |

| Cessioni | Cessioni        | Cessioni  | Cessioni      |
| R.       | Nome            | a         | Modalità      |
| -------- | --------------- | --------- | ------------- |
| D        | Miguel Garcia   |           | svincolato    |
| C        | Kondwani Mtonga | ZESCO Utd | fine prestito |

## Risultati

### Indian Super League
| Kochi 6 ottobre 2015, ore 19:00 UTC+5:30 1ª giornata                            | Kerala Blasters | 3 – 1 referto | NorthEast Utd | Jawaharlal Nehru Stadium |
| \| \| \| \| \| Josue 49’ Rafi 68’ Sanchez Watt 71’ \| Marcatori \| 82’ Vélez \| |                 |               |               |                          |
|                                                                                 |                 |               |               |                          |
| Josue 49’ Rafi 68’ Sanchez Watt 71’                                             | Marcatori       | 82’ Vélez     |               |                          |

| Pune 9 ottobre 2015, ore 19:00 UTC+5:30 2ª giornata             | Pune City | 1 – 0 | NorthEast Utd | Balewadi Stadium |
| \| \| \| \| \| Zohmingliana Ralte 73’ (A.g.) \| Marcatori \| \| |           |       |               |                  |
|                                                                 |           |       |               |                  |
| Zohmingliana Ralte 73’ (A.g.)                                   | Marcatori |       |               |                  |

| Guwahati 15 ottobre 2015, ore 19:00 UTC+5:30 3ª giornata                      | NorthEast Utd | 1 – 3 referto                    | FC Goa | Indira Gandhi Athletic Stadium (30 319 spett.) |
| \| \| \| \| \| Dadzie 12’ \| Marcatori \| 20’ Lucca 30’ Reinaldo 70’ Desai \| |               |                                  |        |                                                |
|                                                                               |               |                                  |        |                                                |
| Dadzie 12’                                                                    | Marcatori     | 20’ Lucca 30’ Reinaldo 70’ Desai |        |                                                |

| Guwahati 20 ottobre 2015, ore 19:00 UTC+5:30 4ª giornata                 | NorthEast Utd | 2 – 0 | Chennaiyin | Indira Gandhi Athletic Stadium (18 927 spett.) |
| \| \| \| \| \| Simao 90+1’ (Rig.) Nicolás Vélez 90+2’ \| Marcatori \| \| |               |       |            |                                                |
|                                                                          |               |       |            |                                                |
| Simao 90+1’ (Rig.) Nicolás Vélez 90+2’                                   | Marcatori     |       |            |                                                |

| Arbitro: | Rowan |

|                   |           |  |
| Nicolás Vélez 77’ | Marcatori |  |

| Mumbai 28 ottobre 2015, ore 19:00 UTC+5:30 6ª giornata                                                                                       | Mumbai City | 5 – 1               | NorthEast Utd | DY Patil Stadium |
| \| \| \| \| \| Sunil Chhetri 25’ (Rig.) Sunil Chhetri 40’, 48’ (Rig.) Sony Nordé 51’Frantz Bertin 86’ \| Marcatori \| 29’ Boithang Haokip \| |             |                     |               |                  |
| |             |                     |               |                  |
| Sunil Chhetri 25’ (Rig.) Sunil Chhetri 40’, 48’ (Rig.) Sony Nordé 51’Frantz Bertin 86’                                                       | Marcatori   | 29’ Boithang Haokip |               |                  |

| Arbitro: | Gantar D. |

|                   |           |           |
| Richard Gadze 37’ | Marcatori | 72’ Simao |

| Arbitro: | Gantar D. |

|  |           |                 |
|  | Marcatori | 9’ (Rig.) Simao |

| Arbitro: | Banerjee P. |

|           |           |                               |
| Elano 33’ | Marcatori | 44’ Diomansy Kamara 72’ Silas |

| Arbitro: | Nagvenkar T. |

|                   |           |                                                         |
| Nicolás Vélez 90’ | Marcatori | 1’, 76’ Chris Dagnall 21’ Cavin Lobo 75’ Antonio German |

| Arbitro: | Tan Hai |

|                                        |           |  |
| Herrero 41’ (Rig.) Diomansy Kamara 85’ | Marcatori |  |

| Arbitro: | Srikrishna C. |

|              |           |                  |
| Reinaldo 80’ | Marcatori | 56’ Victor Mendy |

| Arbitro: | Irmatov R. |

|                     |           |                                        |
| Seityasen Singh 37’ | Marcatori | 30’ Robin Singh 88’ Gustavo Marmentini |

| Arbitro: | Kumar S. |

|                                                      |           |                                 |
| Nicolás Vélez 4’ Diomansy Kamara 18’ André Bikey 43’ | Marcatori | 8’ James Bailey 86’ Adrian Mutu |

### Andamento in campionato
| Giornata  | 1 | 2 | 3 | 4 | 5 | 6 | 7 | 8 | 9 | 10 | 11 | 12 | 13 | 14 |
| --------- | - | - | - | - | - | - | - | - | - | -- | -- | -- | -- | -- |
| Luogo     | T | T | C | C | C | T | T | T | T | C  | C  | T  | C  | C  |
| Risultato | P | P | P | V | V | P | N | V | V | P  | V  | N  | P  | V  |
| Posizione | 8 | 8 | 8 | 8 | 7 | 7 | 7 | 7 | 5 | 5  | 4  | 4  | 5  | 5  |

Legenda:

Luogo: C = Casa; T = Trasferta. Risultato: V = Vittoria; N = Pareggio; P = Sconfitta.